# José Hernández (entrenador)
José Baudilio Hernández Maceda (Caracas, Venezuela, 17 de octubre de 1961) es un director técnico de fútbol venezolano. Actualmente dirige a la Selección de fútbol sub-20 de Venezuela.
Primero dirigió a Caracas FC B, después al Minervén Sport Club (en donde se empeñó y los ayudó a ascender a Primera División de Venezuela) y después, empezando el año 2009, al Deportivo Anzoátegui, equipo donde duró dos meses. Este fue su peor momento debido a que no pudo conseguir buenos resultados con el Acorazado Oriental (que dejó de dirigir Marcos Mathías al ser eliminado tempranamente de la Copa Libertadores 2009 por el Deportivo Cuenca), dejando una mala racha para el club oriental. Actualmente es Director técnico del Mineros de Guayana después de renunciar al Deportivo Anzoátegui, al cual volverá a la ciudad de Puerto Ordaz, cabiendo recordar que ya había dirigido anteriormente al Minervén Sport Club.

## Carrera
Su primera temporada como director técnico profesional fue en la temporada 2003-2004 con el Caracas FC B de la Segunda División Venezolana.

### Minervén
En agosto de 2007, a comienzos del Torneo Apertura 2007 de la Segunda División de Venezuela, fue contratado por el AC Minervén Bolívar FC. En el Apertura quedó tercero, ya que el Zulia FC y el Atlético PDVSA Gas los superaron, pero después de grandes resultados, poco a poco, Hernández logró conseguir su primer título: el Torneo Clausura 2008 de la Segunda División de Venezuela, con el que el Minervén Sport Club ascendió a la máxima categoría: la Primera División de Venezuela, después de estar 10 años fuera. El primer partido en primera división fue contra el Carabobo FC, en el cual el Minervén Sport Club empató 2 a 2 como visitante. Después, el Minervén Sport Club empezó a obtener buenos resultados, pero al final del Torneo Apertura 2008 empezó a bajar, quedándose en el decimoprimer lugar. A finales de diciembre de 2008 la directiva del Minervén Sport Club decidió destituir a José Hernández de su cargo, lo cual fue algo inesperado, ya que el Minervén Sport Club esperaba más del equipo, como el Zulia FC que quedó en el 3.er lugar ya que el Zulia FC también venía de la Segunda División de Venezuela.

### Deportivo Anzoátegui
El 2 de enero de 2009 José Hernández fue contratado para dirigir al Deportivo Anzoátegui que venía de ser campeón de la Copa Venezuela de Fútbol 2008, ya que había renunciado su último director técnico, Marcos Mathías. Para Hernández eso sería lo mejor de su carrera y prometió seguir los buenos resultados del Deportivo Anzoátegui que había dejado Marcos Mathías. Participar en la Copa Libertadores 2009 era muy emocionante para Hernández.
Debutó el 18 de enero frente al Caracas FC en el Estadio Olímpico de la UCV, con resultado a favor para Los Rojos del Ávila de 3 por 1. Después le tocó enfrentar a Mineros de Guayana en el Estadio José Antonio Anzoátegui con resultado en contra de 2 a 0, resultado con el que empezaron a complicársele las cosas a Hernández.
El 29 de enero le tocó enfrentar una prueba de fuego frente al Deportivo Cuenca de Ecuador en el Estadio José Antonio Anzoátegui, partido que culminó con un resultado «bueno» de 2 a 0. Después, en la vuelta en el Estadio Alejandro Serrano Aguilar de Cuenca, Ecuador enfrentó un inspirado conjunto que con dos goles de Rodrigo Texeira y uno de Ismael Villalba se vino con una derrota lapidaria de 3 a 0 para las esperanzas aurirrojas de seguir en la Copa Libertadores 2009. El Deportivo Cuenca se enfrentaría al Deportivo Táchira de Venezuela, el Club Guaraní de Paraguay y el Boca Juniors de Argentina en el grupo 2.
Después de esta eliminación José Hernández apareció en críticas que lo obligaban a obtener un buen resultado en el próximo partido, y así fue. No se hizo esperar, pues el 9 de febrero venció al Portuguesa FC 4 a 0 en condición de local. Después, el 19 de febrero tenía que reivindicar el 4 a 0, y le tocaba enfrentar también de local al Llaneros de Guanare FC con la llegada de los juveniles Carlitos Fernández, Adrián Lezama y José Manuel Velázquez, provenientes del Campeonato Sudamericano Sub-20 de 2009 representando a la Selección de fútbol de Venezuela. A pesar de la llegada de estas figuras, la tropa de José Hernández no pasó de un empate a 0 que los colocaba en la decimocuarta posición del Torneo Clausura 2009.
El 28 de febrero tuvieron que enfrentar a Estudiantes de Mérida en el Estadio Metropolitano de Mérida con resultado en contra de 2 a 1, que colocaba a Hernández en mala posición y le tocaría hacer un buen papel frente al Deportivo Táchira el 7 de marzo en el Estadio Pueblo Nuevo para poder quedar bien con la afición del club. Sin embargo, el resultado no fue el esperado, pues perdió 3 a 2, estando con un jugador más en campo casi todo el partido. El 10 de marzo renunció junto con su asistente técnico y padre Nerio Hernández por los malos resultados que habían obtenido, dejando al club en la penúltima posición.

### Destino hacia Mineros de Guayana
El 12 de marzo de 2009, días después de renunciar al Deportivo Anzoátegui, Mineros de Guayana lo contrató después de despedir sorpresivamente a Del Valle Rojas, ya que Mineros de Guayana estaba tercero en el Torneo Clausura 2009. Debutó el 22 de marzo, en lo cual obtuvo una derrota de 1 a 0 ante Estrella Roja Fútbol Club en la ciudad de Puerto Ordaz.

### Trayectoria como entrenador
| Año         | Club                 | Competencia      | PJ | PG | PE | PP | GF | GC | DIF | PTS |
| ----------- | -------------------- | ---------------- | -- | -- | -- | -- | -- | -- | --- | --- |
| 2003 - 2007 | Caracas FC B         | Segunda División | ?  | ?  | ?  | ?  | ?  | ?  | ?   | ?   |
| 2007 - 2009 | Minervén Sport Club  | Primera División | 9  | 3  | 1  | 5  | 39 | 42 | -3  | 36  |
| 2009 - 2009 | Deportivo Anzoátegui | Primera División | 8  | 2  | 1  | 5  | 10 | 13 | -3  | 7   |
| 2009 - 2010 | Mineros de Guayana   | Primera División | 26 | 10 | 7  | 9  | 35 | 31 | +4  | 37  |
| 2011 - 2015 | Atlético Venezuela   | Primera División | ?  | ?  | ?  | ?  | ?  | ?  | ?   | ?   |

- Datos: Q108887111